# Коляда Дмитро Степанович
Дмитро́ Степа́нович Коляда́ (нар. 21 лютого 1980, с. Велимче, Ратнівський район, Волинська область, Українська РСР — пом. 18 листопада 2014, м. Володимир-Волинський, Волинська область, Україна) — солдат Збройних сил України, учасник російсько-української війни.

## Життєпис
Народився 1980 року в селі Велимче на Волині. Закінчив місцеву сільську школу, допомагав батькам у веденні господарства.
У зв'язку з російською збройною агресією проти Україну призваний за частковою мобілізацією у квітні 2014 року.
Солдат, стрілець танкового взводу 2-ї танкової роти 51-ї окремої механізованої бригади, в/ч А2331, м. Володимир-Волинський.
Брав участь в антитерористичній операції. Після атаки терористів на блокпост в районі Волновахи військовослужбовців його роти повертали на полігон у Миколаївську область, а Дмитро виявив бажання залишитися на фронті. 22 серпня поблизу Красногорівки снаряд влучив у танк, в екіпажі якого перебував Дмитро. Він встиг вискочити з машини та ще й витягти механіка-водія і непритомного командира танка Романа Киричука, після чого танк вибухнув. Зазнавши опіків, лікувався у шпиталях в Дніпрі та Луцьку, проходив реабілітацію. 18 листопада був викликаний у Володимир-Волинський — в ще на той час не розформовану 51-шу бригаду.
За повідомленням пресслужби Військової прокуратури Західного регіону України, 18 листопада 2014 року близько 20:00 старший лейтенант військової частини А2331 командир танкового взводу Р., перебуваючи на території частини, під час словесної суперечки, яка виникла, згідно з попередніми даними, на ґрунті особистих неприязних відносин, умисно завдав удару ножем у грудну клітину солдатові К. Заподіявши смерть останньому, офіцер самовільно залишив територію військової частини. За фактом вбивства Військова прокуратура Луцького гарнізону Західного регіону України розпочала кримінальне провадження за частиною 1 статті 115 (умисне вбивство) та частиною 1 статті 408 (дезертирство) КК України. Старший лейтенант мав вирушати нічним потягом до Києва, в очікування від'їзду він перебував у казармі. Близько 20-ї години військовики вийшли з казарми на перекур, і тоді між офіцером і солдатом Дмитром Колядою виникла словесна перепалка. Коли знайшли Дмитра, він був ще живий. Відразу ж викликали «швидку допомогу» та міліцію, але врятувати життя солдата не вдалося. Офіцера затримали на Черкащині увечері наступного дня. За навмисне вбивство і дезертирство підозрюваному командиру взводу загрожує до 15 років ув'язнення.
Похований на кладовищі рідного села Велимче. Залишились батьки Степан Андрійович та Галина Іванівна і брати.

## Нагороди
- Указом Президента України № 270/2015 від 15 травня 2015 року, «за особисту мужність і високий професіоналізм, виявлені у захисті державного суверенітету та територіальної цілісності України, вірність військовій присязі», нагороджений орденом «За мужність» III ступеня (посмертно)[4].
- Нагороджений відзнакою командира 14-ї окремої механізованої бригади (посмертно).

## Вшанування
- 18 листопада 2015 в с. Велимче на фасаді будівлі НВК «ЗОШ I—III ступенів — дитячий садок» встановлено меморіальну дошку на честь випускника школи Дмитра Коляди[5].
- У травні 2017 на сесії Велимченської сільської ради депутати одноголосно проголосували за перейменування вулиці ім. Франка на вулицю Дмитра Коляди.